# Verteidigungsbezirkskommando 25
Das Verteidigungsbezirkskommando 25 war ein Verteidigungsbezirkskommando der Bundeswehr mit Sitz des Stabes in Lüneburg. Hauptaufgabe des Kommandos war die Territoriale Verteidigung in seinem Verteidigungsbezirk.

## Geschichte

### Aufstellung
Das Verteidigungsbezirkskommando wurde zur Einnahme der Heeresstruktur II in den 1960er-Jahren als Teil des Territorialheeres ausgeplant und dem Befehlshaber im Wehrbereich II unterstellt. Angelehnt an die zivilen Verwaltungsgliederung entsprach der Verteidigungsbezirk in etwa dem Regierungsbezirk Lüneburg. Der Standort des Stabes war Lüneburg.

### Erweiterung
1978 wurden der Regierungsbezirk Stade aufgelöst und dem Regierungsbezirk Lüneburg eingegliedert. Entsprechend wurde das Verteidigungsbezirkskommando 26 außer Dienst gestellt und dessen Kommandobereich, der etwa dem Regierungsbezirk Stade entsprach, dem Verteidigungsbezirk 25 eingegliedert.

### Wechsel in die Streitkräftebasis
2001 wurde das Territorialheer aufgelöst. Die Wehrbereichskommandos und Verteidigungsbezirkskommandos wurden der neu aufgestellten Streitkräftebasis unterstellt. Die Wehrbereiche und Verteidigungsbezirke wurden grundlegend neu geordnet und ihre Anzahl reduziert. Das Verteidigungsbezirkskommando 25 wurde dem Wehrbereich I unterstellt. Der Zuschnitt des Verteidigungsbezirks 25 blieb anders als die meisten Verteidigungsbezirke bei der Neugliederung im Wesentlichen unverändert. Die unterstellten Verteidigungskreiskommandos wurden aufgelöst und seine Aufgabe teils den neu aufgestellten Kreisverbindungskommandos übertragen.

### Auflösung
Das Verteidigungsbezirkskommando 25 wurde 2007 außer Dienst gestellt. Einige seiner Aufträge wurden dem neu aufgestellten Landeskommando Niedersachsen und unterstellten Bezirksverbindungskommandos übertragen.

## Gliederung
Das Verteidigungsbezirkskommando umfasste wie die meisten Truppenteile des Territorialheeres nur wenige aktive Soldaten. Erst im Verteidigungsfall konnte das Verteidigungsbezirkskommando durch die Einberufung von Reservisten und die Mobilmachung eingelagerten und zivilen Materials auf eine Truppenstärke anwachsen, die um 1989 etwa einer (kleinen) Brigade des Feldheeres entsprach. Die längste Zeit seines Bestehens untergliederte sich das Verteidigungsbezirkskommando abgeleitet von der zivilen Verwaltungsgliederung noch weiter in unterstellte Verteidigungskreiskommandos. Wegen der Nähe zur Zonengrenze ähnlich wie im Osten des Wehrbereichskommandos I und im Verteidigungsbezirkskommando 23 waren im Verteidigungsbezirk 25 um 1989 nur wenige Heimatschutzkompanien als Kern der infanteristisch geprägten Heimatschutztruppe aufgestellt.

## Verbandsabzeichen

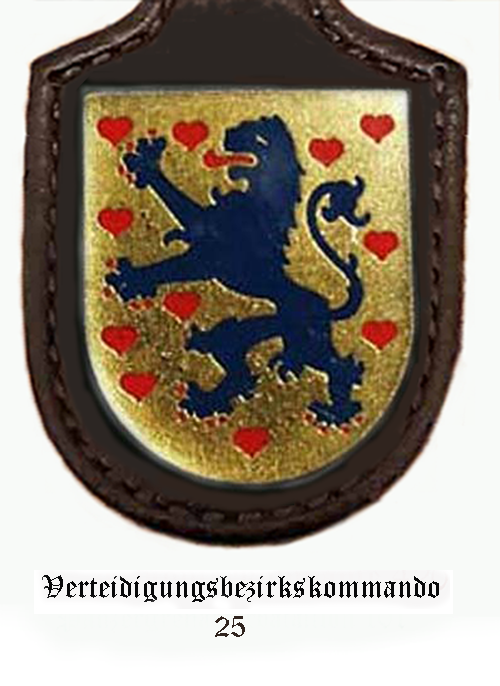
Internes Verbandsabzeichen des Stabes/Stabskompanie

Das Verteidigungsbezirkskommando führte aufgrund seiner Ausplanung als überwiegend nicht aktiver Truppenteil kein eigenes Verbandsabzeichen. Die wenigen aktiven Soldaten trugen daher das Verbandsabzeichen des übergeordneten Wehrbereichskommandos.
Als „Abzeichen“ wurde daher unpräzise manchmal das interne Verbandsabzeichen des Stabes und der Stabskompanie „pars pro toto“ für das gesamte Verteidigungsbezirkskommando genutzt. Es zeigte im Wesentlichen als Hinweis auf den Stationierungsraum den mit Herzen bestreuten Schild mit der Figur des blauen lüneburgischen Welfenlöwen ähnlich wie im Lüneburger Stadtwappen.